# یوهان بایر

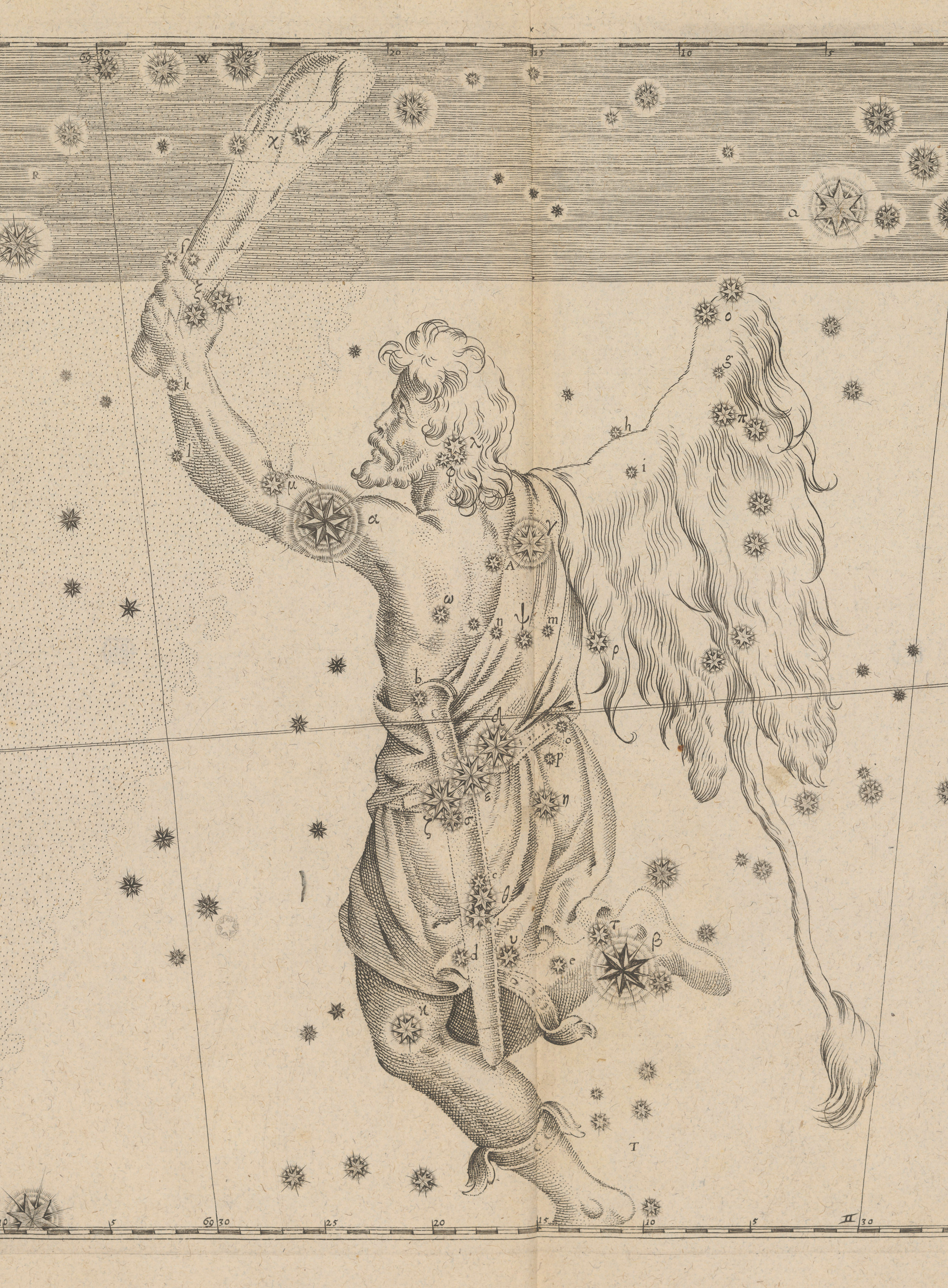
صورت فلکی شکارچی در نقشهٔ بایر

یوهان بایر (به آلمانی: Johann Bayer) (۱۵۷۲ – ۷ مارس ۱۶۲۵) وکیل و نقشه‌بردار بود؛ و در سال ۱۵۷۲ در راین به دنیا آمد؛ او در آوگسبورگ به‌عنوان وکیل مشغول به‌کار بود.
بایر در سال ۱۶۰۳ نقشه‌ای از آسمان را منتشر کرد که تا آن زمان بهترین در نوع خود بود. روش «نامگذاری بایر» از وی گرفته شده‌است. اطلسی را که بایر تهیه کرد نخستین اطلس کامل از کره آسمان بود.
دهانه‌ای بر روی ماه به افتخار او به بایر ثبت شده‌است.